# Studio 8
Studio 8 (właściwie Studio Ośmiu) – telewizyjny blok programowy nadawany w soboty (w ostatnich miesiącach istnienia również w piątki) w latach 1977–1980 w Programie Pierwszym Telewizji Polskiej. Blok powstał na fali popularności formy programów wielogodzinnych takich jak: Studio 2, Studio Bis i Tylko w niedzielę. Jednak spośród wszystkich bloków programowych ten był emitowany najkrócej. 
Po raz pierwszy blok nadano 19 marca 1977, a po raz ostatni 29 listopada 1980.
Nazwa Studio 8 wiązała się z ilością funkcjonujących wówczas ośrodków regionalnych TVP. Pomysł bloku opierał się na przedstawianiu na antenie ogólnopolskiej najlepszych programów tych ośrodków, wartych pokazania szerokiej publiczności. Pomysłodawcą bloku był twórca Studia 2 Mariusz Walter, a inspiracją do jego powstania – wielka ilość programów i reportaży nadsyłanych przez ośrodki regionalne do pokazania w bardzo prestiżowym Studiu 2, a ze względu na ograniczone ramy tego bloku zdecydowano o powstaniu Studia 8. Blok nadawany był w każdą trzecią sobotę miesiąca (chociaż zdarzały się wyjątki), a głównym prowadzącym w warszawskim studiu był Bronisław Cieślak. Do prowadzących bloku należał również m.in. Andrzej Królikowski (z łódzkiego studia)
Przykładowy program świątecznego wydania Studia 8, nadanego wyjątkowo w Programie Drugim TP 25 grudnia 1979 (na podstawie Życia Warszawy):
9.00 Studio 8 zaprasza
9.15 O tobie śpiewa bajka – Irena Santor śpiewa dla dzieci
9.40 Świąteczny przegląd polskich estrad, cz.1
10.05 Hallo na łączach
10.35 Filmowy Magazyn Studia 8
10.50 Wspaniała czwórka – serial animowany
11.15 UFO w M-3 – felieton filmowy
11.35 Wehikuł czasu – film fab. prod. USA
13.15 Kopytówka – świąteczna wizyta na Podhalu
13.35 Świąteczny przegląd polskich estrad, cz.2
14.10 Maziarska ballada
14.25 Opowieści z Kniei
14.40 Gwiazdy, gwiazdki, gwiazdeczki: Skaldowie
15.10 Powrót Świętego – odc. pt. Układ - serial prod. USA
16.00 Noc duchów – reportaż
16.25 Dzień ludzi: Remiza – reportaż
16.45 Kolekcja Leszka Mazana
16.55 Czarny Teatr z Pragi
17.15 Porcelanowe panienki – film fab. prod. czechosłowackiej
19.00 Conrad Drzewiecki dla dzieci: Piotruś i wilk
19.30 Wieczór z dziennikiem
20.30 Studio 8 proponuje
20.40 Gwiazdy, gwiazdki, gwiazdeczki: grupa VOX i Alex Band
21.15 Magazyn filmowy Studia 8
22.20 Conrad Drzewiecki dla dorosłych: Pawana na śmierć infantki
22.40 Teledyskusje – pr. rozr. A. Waligórskiego i L. Niedzielskiego
23.10 Gra w podchody – film sensacyjny prod. USA z cyklu Sierżant Anderson